# عزيز كندي (بل دشت)
عزيز كندي هي قرية في مقاطعة بل دشت، إيران. عدد سكان هذه القرية هو 173 في سنة 2006.